# 斜体
斜体（しゃたい、英: oblique type）とは、書体の形態のひとつで、「傾いた書体」のこと。斜字体ともいう。通常、水平線は水平のまま、垂直線を右に倒すように傾けてデザインしたものである。
斜体の対義語は、立体（正立した書体）である。
狭義の斜体は、しばしばイタリック体と混同ないし同一視されるが、両者は異なる概念である（後述）。

## 字形
一般に斜体の文字は右に傾けた形である。左側に傾けた斜体は左斜体とよぶ。
文字の傾きは、正立した書体を0度として、右に傾ける方向を正として角度で表現する。

### 欧文
欧文では、立体と「広義の斜体」との区別がある。広義の斜体はさらに次の2つに区分される。
- イタリック体（英: Italic type）
- オブリーク体（英: Oblique type）これは立体を単純に右に傾けた字体である。「狭義の斜体」は「オブリーク体」を指す。

### 日本文
日本文の場合はイタリック体に相当するものはないので、ワープロソフトなどコンピュータ上での日本語文字の斜体は、文字を機械的に傾けただけのオブリーク体である。
日本語の縦書き時の斜体は右上が上に上がった斜体を用いる。日本語の縦書きの文の中で英単語等をそのまま引用する場合は、その語句ごと90度回転させ、横書きのまま縦書きの文に組み込むこともある。

## 用途・使い方
欧文では、立体で記述された文章の中の語句を強調・区別する目的で使用される。欧文での斜体の一般的な使用法としては下記のようなものがある。
- 語句の強調
- 書名、雑誌名、新聞名等の引用。ただし章・節の見出しやタイトルには立体が用いられる。
- 船の名称
- 外国語
- 専門用語などを取り上げそれについて解説する時のその当該語句。
- 生物の2名法（界>門>綱>目>科>属>種のうち属および種の表記）。
- 物理量や数学の変数として用いられる記号。
- 引用元のWebページアドレス。

文章全体が斜体になっている場合で、その中でまた斜体を使うことが必要な場合は、その語句は立体で表記する。使用の有無や使用頻度、使用法は文献によって異なるが、学術論文や学術誌では比較的多く見られる。
和文に斜体が用いられることは比較的稀である。写真植字の登場で斜体が容易となり、広告などに使用され、ワードプロセッサ（ワープロ）の普及に伴い、日本語の文章でも強調や装飾などのために斜体の機能を使うことが増えた。しかし和文には斜体を使う文化的背景がなく、使用法も定められていない。

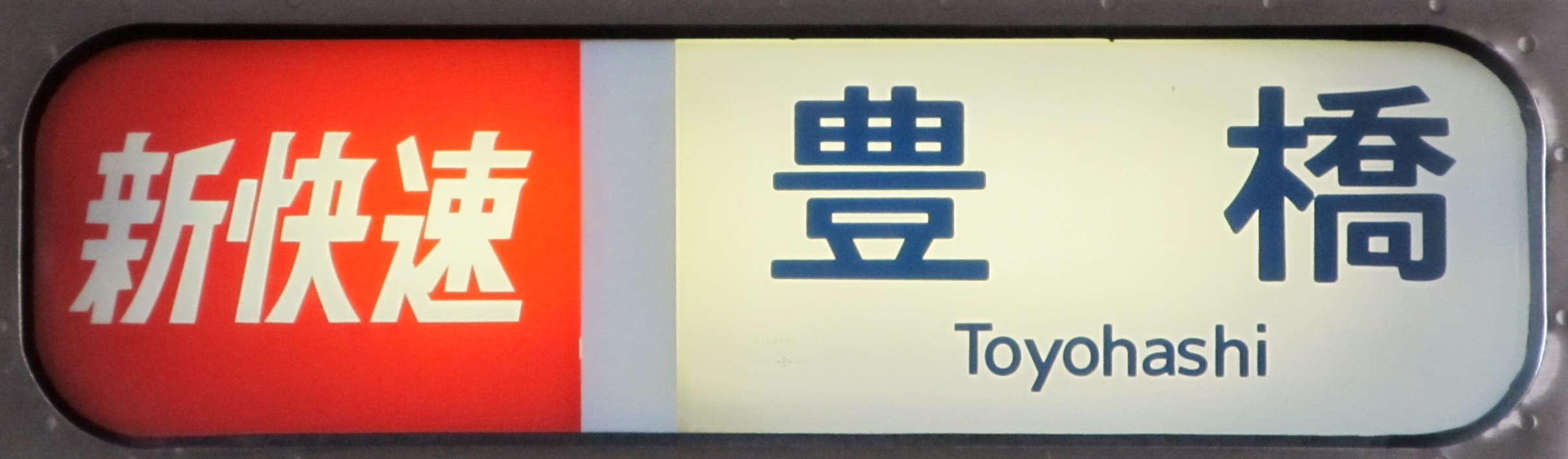
日本語での使用例

Windows Vista以降のマイクロソフト製OSに標準で搭載されているメイリオでは、日本語文字の斜体自体が用意されなかった。メイリオの場合、文章をイタリックに指定しても、欧文は斜体になっても日本語部分は斜体にならない。

## 実例
立体
A B C D E F G H I J K L M N O P Q R S T U V W X Y Z
a b c d e f g h i j k l m n o p q r s t u v w x y z
0 1 2 3 4 5 6 7 8 9 ! ? \ $ % &
あ い う え お か き く け こ ざ じ ず ぜ ぞ ゃ ゅ ょ ア イ ウ エ オ カ キ ク ケ コ ザ ジ ズ ゼ ゾ ャ ュ ョ 阿 伊 宇 江 於
안 녕 하 세 요
Α Β Γ Δ Ε Ζ Η Θ Ι Κ Λ Μ Ν Ξ Ο Π Ρ Σ Τ Υ Φ Χ Ψ Ω α β γ δ ε ζ η θ ι κ λ μ ν ξ ο π ρ σ τ υ φ χ ψ ω
斜体（オブリーク体）
A B C D E F G H I J K L M N O P Q R S T U V W X Y Z
a b c d e f g h i j k l m n o p q r s t u v w x y z
0 1 2 3 4 5 6 7 8 9 ! ? \ $ % &
あ い う え お か き く け こ ざ じ ず ぜ ぞ ゃ ゅ ょ　ア イ ウ エ オ カ キ ク ケ コ ザ ジ ズ ゼ ゾ ャ ュ ョ 阿 伊 宇 江 於
안 녕 하 세 요
Α Β Γ Δ Ε Ζ Η Θ Ι Κ Λ Μ Ν Ξ Ο Π Ρ Σ Τ Υ Φ Χ Ψ Ω α β γ δ ε ζ η θ ι κ λ μ ν ξ ο π ρ σ τ υ φ χ ψ ω

## 日本語の斜体書体
- スーシャ - 細明朝体の斜体書体。写研の電算写植システム用。「鈴木さんの斜体」から名付けられた[1]。
- ゴーシャ - ゴシック体の斜体書体[1]。写研の電算写植システム用。
- アローエース - モリサワの電算写植システム用。